# Chechehet
Gli Chechehet erano un gruppo della popolazione india dei Puelche, conosciuti anche come Het o Querandí, e derivanti dal più grande popolo Tehuelche.
Il termine viene utilizzato anche per indicare la lingua india utilizzata dalla popolazione. Estintasi intorno al 1800, era parlata in Argentina e oggi ne sono rimaste tracce solo in alcune parole e toponimi.